# Walter Dürig (Offizier)
Walter Dürig (* 27. Januar 1927 in Jegenstorf; † 21. Juli 2019 in Zürich) war ein Schweizer Offizier (Korpskommandant). Von 1987 bis 1989 war er Kommandant der Schweizer Luftwaffe.

## Leben
Walter Dürig besuchte von 1945 bis 1948 das Technikum Burgdorf, wo er zum Fernmeldeingenieur (Diplom-HTL-Ingenieur) ausgebildet wurde. Von 1948 bis 1950 arbeitete er bei der Standard Telephon und Radio AG in Basel.
Von 1951 bis 1965 war er Instruktionsoffizier der Fliegertruppen, von 1966 bis 1973 Chef einer Sektion im Bundesamt für Militärflugplätze BAMF und danach Adjunkt beim Generalstabsdienst. Von 1979 bis 1983 war er Direktor des Bundesamts für Militärflugplätze (BAMF) und zur gleichen Zeit Kommandant der Flugplatzbrigade 32. Von 1984 bis 1986 war er Chef der Führung und Einsatz im Kommando der Flieger- und Flabtruppen (FF Trp) und vom 1. Januar 1987 bis 31. Dezember 1989 als Korpskommandant Kommandant der Schweizer Luftwaffe.
Walter Dürig war publizistisch tätig und betrieb eine Website mit einem grossen Archiv an Beiträgen über die Geschichte der Luftwaffe. Die Geschichte des BAMF wird auf einer anderen Website dargestellt.